# Jogintézmény
A  jogintézmény egy meghatározott társadalmi viszony  szabályozását célzó jogszabályok csoportja, amelyek mentén különülnek el a jogi szabályozás és az ebből kibontott jogdogmatika egyes fogalmi csoportjai.

A Pallas nagy lexikonának meghatározása szerint: 

„Egyazon jogviszonyt nemcsak egy, hanem gyakran a jogszabályok egész sora szabályozza: az egyazon jogviszonyt szabályozó jogtételek ilyen összetartozó csoportját jogintézménynek nevezzük. A magánjog a magánjogi, a közjog a közjogi jogparancsok és jogtilalmak, jogok és kötelességek, jogviszonyok, jogintézmények összessége.”

## Példák jogintézményekre
Jogintézmény például a tulajdonjog, a szerződés, az adásvétel, a házasság, a kártérítés, az adóigazgatási eljárás vagy az általános forgalmi adó, sőt az országgyűlés vagy a köztársasági elnök intézménye is.

## A jogintézmény mint normák halmaza
A jogrendszer legkisebb építőköve a magatartásszabály, a jogparancs. Hívjuk normának is, és a jogrendszer milliónyi –  „Ha …, akkor …” logikai szerkezetű – normából épül fel. A normák nem szétszórva, hanem rendezetten és csoportosítva lelhetők fel a jogrendszerben, vagyis a jogalkotó a hasonló élethelyzetek rendezésére hivatott normákat együtt alkotja meg és jogszabályok formájában bocsátja ki. A normáknak ezt a kisebb halmazát nevezzük jogintézménynek.

## A jogintézmény mint jogi fogalom
Előfordulhat, hogy ugyanazzal a szóval két különböző jogintézményt jelölnek meg. Ha ezek különböző jogágakba tartoznak, kevesebb félreértési kockázattal járnak, mint amikor azonos jogágban fordul elő ez a helyzet. Ez gondos minősítést kíván meg a jogalkalmazótól. A fogalmak egy részét azok a jogszabályok definiálják, amelyek ezen fogalmakra vonatkoznak.

## Jogelméleti megközelítései
- normativizmus
- institucionalista jogelmélet (m. Hauriou, C. Schmitt)
- modern pozitivisztikus institucionalizmus (D. N. MacCormick, O. Weinberger)